# Bromouljni tisak
Bromouljni tisak, je jedna od fotografskih tehnika tkz. plemenitog tiska. Pronađena je 1902., a otkrivač tehnike bio je Charles Welborne Piper.
Osnovu je činio bromsrebrni pozitiv razvijen na neukrućenom, stoga bubrivom papiru. Nakon fiksiranja i ispiranja slika je bila izbijeljena kromnim izbijeljivačem. Zbog postupka došlo bi do djelomičnog štavljenja sloja želatine na papiru.Na tako stvoren želatinski reljef nanosi se zatim vodena boja,te štavljenjem neučvršćena mjesta pri tom uzimaju na sebe više boje a ona učvršćena manje,te na tako obrađenu sliku nanosimo uljenu štamparsku boju,koja se pak hvata samo na uštavljena mjesta slobodna od vode.Ova se pak slika zatim pretisne na drugi papir.
Tehnika je prije pronalaska filma u boji korištena za dobivanje slika u boji,u tom slučaju je postupak bio znatno složeniji.

## Vanjske poveznice
- Gesellschaft für fotografische Edeldruckverfahren: Beschreibung des Bromöldrucks  Arhivirana inačica izvorne stranice od 7. rujna 2008. (Wayback Machine)
- Radierung Online - Werkstattbuch zu den Techniken der Radierung und der Edeldruckverfahren  Arhivirana inačica izvorne stranice od 30. travnja 2011. (Wayback Machine)
- AlternativePhotography - Make bromoil prints
- AlternativePhotography - Make bromoil Oil prints
- International Society of Bromoilists  Arhivirana inačica izvorne stranice od 16. srpnja 2007. (Wayback Machine)